# 국립작업장
국립 작업장(國立作業場, Ateliers nationaux)은 1848년 2월 말에 프랑스에서 설립된 기관이다. 실직한 노동자에게 정부가 일자리를 제공하는 것이었지만, 곧 폐지되었다.

## 개요
1848년 프랑스에서는 2월 혁명으로 7월 왕정이 붕괴되었다.이 혁명에 의해 성립된 임시정부에는 사회주의자 루이 블랑도 참가하고 있으며, 그의 주장과 파리 민중의 압력으로 국립작업장이 설치되었다.(단, 본래 그가 구상하고 있던 사회작업장(Ateliers sociaux)과는 동떨어진 것이었다.) 국립작업장의 설치는 일종의 공공사업으로, 실업자에게 정부가 일자리를 제공하는 것이었다. 하지만 사회주의에 대한 부르주아 유산 계급이 서서히 반발해 실업자 증대에 따라 급여 등의 인건비나 운영 비용 등의 재정 문제로 운영도 막다른 골목에 다다랐기 때문에 국립 작업장은 약 4개월 만에 폐쇄되는 지경에 이르렀다. 이를 계기로 6월 봉기(6월 폭동)가 발생하면서 프랑스 여론은 보수화로 향하게 됐다.

## 참고 문헌
- 시바타 미치오 외 『세계역사대계 프랑스사3』 야마카와 출판사, 1995년